# Чал-Таш
Чал-Таш (кирг. Чал-Таш) — село в Кадамжайском районе Баткенской области Кыргызстана. Административно подчинено администрации города Кадамжай.

## География
Село расположено в восточной части области, на правом берегу реки Шахимардан, вблизи государственной границы с Узбекистаном, у северной окраины города Кадамжай, административного центра района. Абсолютная высота — 1000 метров над уровнем моря.

## Население
Согласно оценочным данным Национального статистического комитета Кыргызской Республики, численность населения села на начало 2023 года составляла 1897 человек.
| год     | 2009 | 2014 | 2015 | 2020 | 2021 | 2023 |
| ------- | ---- | ---- | ---- | ---- | ---- | ---- |
| человек | 986  | 1653 | 1865 | 2044 | 2122 | 1897 |